# Удружење ликовних уметника примењених уметности и дизајнера Србије
 Удружење ликовних уметника примењених уметности и дизајнера Србије (УЛУПУДС) настало је 1953. године. Једно је од два најбројнија уметничка удружења у Србији.

## Предисторија
Једна група најквалификованијих уметника, чланова УЛУС-а, приступила је 17. фебруара 1952. године формирању Иницијативног одбора у који су ушли истакнути професори Академије за примењене уметности – академик Иван Табаковић, Михаило Петров, Бранко Шотра, Ћорђе Крекић тадашњи секретар Секције за примењене уметности при УЛУС-у, затим Васа Поморишац, Мате Зламалик и Милан Минић – са задатком да од УЛУС-ове Секције за примењене уметности оснује ново уметничко удружење. Априла 1953. године конституисано је Удружење ликовних уметника примењене уметности Србије (УЛУПУС) које је са развојем дизајн-струке, године 1975. прерасло у Удружење ликовних уметника примењених уметности и дизајнера Србије (УЛУПУДС).

## Председници
- Милан Минић, архитект (1953-1957, када постаје доживотни почасни председник). За почасног доживотног председника 1963. године проглашен је и Михаило Петров. После Минића, председници удружења током пет и по деценија били су такође истакнути и познати ствараоци, који су бирани на редовним годишњим скупштинама Удружења и то:
- Драгослав Стојановић Сип, сликар и графичар (1957-1960),
- Андреја Миленковић, сликар и графичар (1960-1964),
- инж. Бранко Бон, архитект (1964-1965),
- проф. Миодраг Живковић, вајар (1965-1969),
- Драгослав Стојановић Сип, по други пут (1969-1971),
- др Миодраг Ђорђевић, ликовни уметник фотографије (1971-1973),
- проф. Бранислав Суботић, сликар (1973-1977),
- проф. Бранко Пешић, архитект (1977-1980),
- проф. Александар Радојевић, архитект (1980-1981),
- др Миодраг Ђорђевић, по други пут (1981-1983),
- проф. Миодраг Гојковић, вајар (1983-1984),
- проф. Зора Давидовић, костимограф (1984-1986),
- Милорад Вукановић Мишел, керамичар (1986-1989),
- проф. Саво Шатлан, сликар и историчар уметности (1989-1991)
- проф. Бранислав Стајевић, керамичар, изабран 1991. године.
- Небојша Крстић, архитект
- Зоран Булајић, архитект
- Радомир Вуковић, дизајнер (2004-2005)
- Горица Попеску, модни креатор (2005-2006)
- Татјана Дејановић, дипл. сликар-керамичар (2006-2009)
- Владимир Ловрић, архитект, изабран 2012. године

## Облици деловања
Рад Удружења током протеклих 55 година одвијао се кроз следеће форме активности: организовање колективних, ретроспективних и самосталних изложаба у Београду и другим градовима широм земље и у иностранству; организовање разноврсних програма у галеријама Удружења и другим пунктовима; организовање саветовања, симпозијума, модних ревија и сл.; издавање каталога изложаба, монографија и информативног билтена Удружења; учешће у раду Савеза ликовних уметника примењених уметности и дизајнера Југославије (СЛУПУЈ), учешће на међународним изложбама, сајмовима, конгресима и симпозијумима, рада на унапређењу социјално-правног статуса чланова; ангажовање на решавању и побољшању материјалног, стамбеног и атељејског питања чланства; сарадње са многобројним привредним организацијама и друштвеним установама; сарадња са школама, установама културе, музејима, уметничким удружењима и организацијама и галеријама у земљи и иностранству; учешћа у раду стручних тимова, и др.

## Оснивање секција
Период до 1975. године занимљив је и по томе што се на основу настајања и формирања секција као основних јединица може пратити развој организационе и професионалне структуре самог Удружења. 
Удружење је 1955. године имало 146 чланова организованих у три секције: Графичко-сликарска секција, Архитектонска секција, и Секција за декоративну пластику. На Скупштини Удружења 1959, формирају се две организационе јединице: „Центар за обликовање“ и „Стална изложба“. Оне су имале потпуно различите форме рада и развоја прилагођене гранама делатности чијим су се проблемима бавиле. Године 1962. формирају се само две секције: Секција за уникатну примењену уметност, и Секција за индустријско обликовање. Од 1964. поново се оснивају секције по струкама. Од тада до данас (2009) делује девет секција: 
- Сликарско-графичка секција (од 1953, постојала као Графичко-сликарска секција, затим раздвајана, па 1967. интегрисана у једну секцију. У тој секцији делују као подсекција конзерватори и рестауратори (основани као посебна секција 1971);
- Вајарска секција (од 1953. постојала као део Секције за декоративну пластику);
- Архитектонска секција (зачета 1953);
- Секција за керамику и стакло (од 1953. постојала као део Секције за декоративну пластику). Нови назив је Секција за уметност и дизајн керамике и стакла;
- Секција за текстил и савремено одевање (1964);
- Секција за сценографију и костимографију (1964);
- Секција за уметничку фотографију (1964);
- Секција историчара уметности (основана 1964);
- Секција за дизајн (основана 1971).

Од тада је уведена и категорија почасних чланова. Године 1972. формирају се подружнице Удружења у Нишу, Зајечару и Приштини. Године 1975. коначно је обликована секцијска структура која и данас постоје (девет секција).

## Галерије
Одмах по оснивању, 1953. године, отворена је прва „Стална продајна галерија“ на Теразијама (део простора данашњег „Југоекспорта"). Она је 1969. године пресељена у Узун Миркову улицу бр. 12, а данас ради под називом Мала галерија УЛУПУДС-а. Велику изложбено-продајну галерију "Сингидунум“ у Кнез Михаиловој улици број 40, Удружење користи од 1978. године.

## Изложбе
Прву ликовну манифестацију која се усталила као најважнија годишња изложба УЛУПУДС-а - Мајска изложба, Удружење је организовало 1955. године у Музеју примењене уметности у Београду. 
Године 1959. Удружење је установило изложбу илустрације Златно перо на којој од 1962. учествују илустратори из целе тадашње Југославије а од 1966. учествују и страни излагачи. 
Организују се још и друге традиционалне изложбе, нпр. Ликовни март (од 1962), Карикатура (од 1970), касније бијенална међународна изложба Златни осмех, Модни сусрет (од 1970), Изложба новопримљених чланова (од 1972), Дизајн у Србији (од 1975), годишње тематске изложбе секција и др. У оквиру Југословенских позоришних игара "Стеријино позорје" Удружење је 1960. године у Новом Саду организовало изложбу „Сценографија и костимографија у југословенским позориштима после Другог светског рата“, а од тада редовно учествује на овој манифестацији са својим изложбама сценографије и костимографије. Затим, Бијенале керамике Београда које се 2009. одржава 15. пут.

## Иницијативе
Удружење је у сарадњи са друштвеним организацијама и привредом покренуло и остварило низ иницијатива у настојању да примењену уметност и дизајн приближи привреди и широј јавности, нпр. сарадња са организацијом Савремени дом и изложбе „Укус - неукус“ (1958), сарадње са Туристичким савезом Београда и изложбе „Предмет успомена“ (1962), и многобројне друге иницијативе. 

## Награде које удружење додељује
- Награда Павле Васић
- Награда Ранко Радовић

## Чланство у међународним организацијама
Удружење је колективни члан сродних међународних струковних организација ICSID, ICOGRADA, и WCC.